# 楊惟治
楊惟治（1558年—1631年），字子理，號同野，瀋陽衛籍，順天府通州人，明朝政治人物。

## 生平
性篤孝，父母卒，哀毀幾殆，廬墓，每風生木落，長號不已。中直隸戊子科鄉試舉人。萬曆二十年（1592年），登壬辰科第三甲第二百五名進士，知南陽縣，地當孔道，供亿若流。惟治經紀有緒，不困郵傳。歲荒多殍，又大疫，亟請發廩以賑，購藥選醫，多方濟之，前後活者幾萬人。盜賊竊發，設法掩捕，悉駭散。中使奉命開礦，惟治力爭南陽無礦，寧歲輸二百金以安山谷，及民間廬墓。大災後，民益困，多逋賦，乃不加鞭督，婉諭急公，令自封投納，革耗羡，民樂輸恐後。聽訟片言立剖，矜宥小過，為豪強故犯務置之法，遠近悅服。三年邑大治，舉卓異第一，擢刑部主事，累遷郎中，居刑署九年，持法明允。嘗盛暑閱獄，見圜屏早閉，多蒸鬱癘氣，憐之，許每晨啓戶納涼，請著為令。遷河南布政司參政，礦盗啸聚，民倉皇出走，馳檄抚之，移時解散。他若開煤窑，濟公需，修藩封，四年積有勞绩。万历四十年擢陕西按察使，飭憲秉操，丰裁峻整，墨吏聞風解綬去。既歸，好作樂府詞，千言立奏，不在宋元下也。每歲按部使者造門請謁，數謝弗見，見亦不及私。疏入必以耆碩推之，畿內有警，多他徙，獨与州守登陴，畫地固守，捐五百金為修城助，樓櫓屹然為畿輔保障。崇禎四年辛未卒，年七十有四。第三子楊若橋，亦進士，由行人遷河南道監察御史，所著有《香雪齋集》、《通署詠》行世。孫杨正中。

## 家族
曾祖楊福海；祖父楊景芳；父楊錫。